# Thaiderces ngalauindahensis
Thaiderces ngalauindahensis es una especie de araña del género Thaiderces, familia Psilodercidae. Fue descrita científicamente por Li & Chang en 2019.
Habita en Indonesia (Sumatra). El macho holotipo mide 1,16 mm.